# Palinuroidea
Los palinuroideos (Palinuroidea) son una de las 2 superfamilias de crustáceos decápodos del infraorden de los palinuros. Los representantes más conocidos son las langostas espinosas (Palinuridae) y las chicharras de mar (Scyllaridae).